# チャコの海岸物語
「チャコの海岸物語」（チャコのかいがんものがたり）は、サザンオールスターズの楽曲。自身の14作目のシングルとして、Invitationから7インチレコードで1982年1月21日に発売された。
1988年6月25日と1998年2月11日に8cmCDとして、2005年6月25日には12cmCDで再発売されている。2014年12月17日からはダウンロード配信、2019年12月20日からはストリーミング配信が開始されている。

## 背景
前作「栞のテーマ」から4か月ぶりの発売された作品。
自身としては、1979年発売の「いとしのエリー」以来のヒットとなった作品でもある。

## 収録曲
- 収録時間：7:32

1. チャコの海岸物語 (3:33)
（作詞・作曲：桑田佳祐、編曲：サザンオールスターズ、弦管編曲：八木正生）
歌謡曲やグループ・サウンズを意識した楽曲。タイトルの「チャコ」とは、元歌手で発売当時ビクター音楽産業にディレクターとして在籍していた飯田久彦の愛称である。同じく歌詞に登場する「ミーコ」は弘田三枝子、「ピーナッツ」はザ・ピーナッツから取られている[4]。
桑田はこの曲では田原俊彦を意識した歌い方をしていた[5][6]。
桑田は著書でこの曲やパフォーマンスについて「とんねるずみたいなもの」[7]、「あの曲は俺たちなりのパンクだったよね」[8]と自己分析している。
歌いだしの歌詞「抱きしめたい」は、歌詞カードには記載されていない。2番の「愛してるよ」というセリフおよびそれに続く「お前だけを」という歌詞の記載もない（2005年の再発盤では記載）。
同曲で1982年12月31日の『第33回NHK紅白歌合戦』に2回目の出場。桑田が三波春夫を真似て登場し物議を醸した[9][10]。しかしながら会場のウケは良く、得点集計コーナーで桑田と三波が並んだ際は客席から大爆笑が起こった[11]。当の三波はこのパフォーマンスを寛大に受け止め、桑田の芸に対する真摯さと人柄を称えるコメントを後にしている[11]。
調はイ短調[12]。
2. 翔(SHOW) 〜鼓動のプレゼント (3:58)
（作詞・作曲：桑田佳祐、編曲：サザンオールスターズ）
ドラムの松田弘ボーカル曲。

## 参加ミュージシャン
- 桑田佳祐:Vocal(#1)、Guitar(#1,2)
- 大森隆志:Guitar(#1,2)、Chorus(#1)
- 原由子:Keyboards(#1,2)、Chorus(#1)
- 関口和之:Bass(#1,2)、Chorus(#1)
- 松田弘:Drums、Chorus(#1,2)、 Vocal(#2)
- 野沢秀行:Percussion(#1,2)、Chorus(#1)

## 収録アルバム
| 曲名                        | 作品名                                    | 備考                                           |
| --------------------------- | ----------------------------------------- | ---------------------------------------------- |
| チャコの海岸物語            | Shout!                                    | カセットテープのみでの発売のため、現在は廃盤。 |
| チャコの海岸物語            | HAPPY!                                    | 数量限定商品のため、現在は廃盤。               |
| チャコの海岸物語            | 海のYeah!!                                |                                                |
| 翔(SHOW) 〜鼓動のプレゼント | すいか SOUTHERN ALL STARS SPECIAL 61SONGS | 数量限定商品のため、現在は廃盤。               |

## ミュージック・ビデオ収録作品
| 曲名                        | 作品名 |
| --------------------------- | ------ |
| チャコの海岸物語            | 未収録 |
| 翔(SHOW) 〜鼓動のプレゼント | 未収録 |

## ライブ映像作品
| 曲名                        | 作品名                                           | 備考 |
| --------------------------- | ------------------------------------------------ | --- |
| チャコの海岸物語            | 武道館コンサート                                 | 1982年1月26日に日本武道館で開催されたコンサートの模様を収録。                                                 |
| チャコの海岸物語            | Southern All Stars THE BEST                      | 『武道館コンサート』と同様の映像になっている。                                                                |
| チャコの海岸物語            | ホタル・カリフォルニア                           | アコースティック編成での演奏。終盤では桑田が上述した三波春夫の物真似を再現した。                              |
| チャコの海岸物語            | シークレットライブ'99 SAS 事件簿 in 歌舞伎町     | |
| チャコの海岸物語            | ベストヒットUSAS (Ultra Southern All Stars)      | 上述した『武道館コンサート』『Southern All Stars THE BEST』に収録された映像を再録。                           |
| チャコの海岸物語            | 真夏の大感謝祭 LIVE                              | アコースティック編成。当時流行していた鼠先輩の「六本木 〜GIROPPON〜」のフレーズや客いじりを交えながら歌った。 |
| チャコの海岸物語            | 桑田佳祐の音楽寅さん 〜MUSIC TIGER〜 あいなめBOX | 桑田佳祐ソロ名義の作品。DISC3「♯13 海の日記念スペシャルサマーライブ」に収録。                                 |
| 翔(SHOW) 〜鼓動のプレゼント | 未収録                                           | |

## カバー
チャコの海岸物語
- 2003年：BEGIN - 『ビギンの一五一会 58ドライブ』収録。
- 2012年：加山雄三 - 『若大将・湘南 FOREVER』収録。